# Gheorghe Gușet
Gheorghe Gușet (n. 28 mai 1968, Zalău, Sălaj, România – d. 12 iunie 2017, Cluj-Napoca, România) a fost un atlet român, specializat în aruncarea greutății.

## Carieră
Între 1990 și 2006 Gheorghe Gușet a fost de treisprezece ori campion național, în 1990, 1992-1994 și 1998-2006. În anul 1999 a stabilit recordul național cu o aruncare de 20,84 m. Performanța lui a rezistat 16 ani, până când Andrei Gag a aruncat 20,96 m la Campionatul Balcanic din 2015.
Sportivul a participat la Jocurile Olimpice din 1992, 2000 și 2004. A participat și de șase ori la Campionatele Mondiale, de patru ori la Campionatele Europene, de șase ori la Campionatele Mondiale în sală și de cinci ori la Campionatele Europene în sală, obținând locul 4 la Campionatul European în sală din 2000 și la Campionatul Mondial în sală din 2006, locul 5 la Campionatul European în sală din 2005 și locul 7 la Campionatul European din 2002. A fost campion al Jocurilor Balcanice la aruncarea greutății în 1990, 1992, 1999-2002 și 2004-2005. Pe 18 februarie 2006 a stabilit un nou record național în sală cu o aruncare de 21,04 m.
În 2006 el a fost numit cetățean de onoare al municipiului Zalău.
În 2008 Gheorghe Gușet a suferit o operație reușită de transplant de rinichi. După două intervenții chirurgicale pe cord el a murit în 2017 în vârstă de 49 de ani.

## Realizări
| An   | Competiție                   | Locație                    | Loc | Note    |
| ---- | ---------------------------- | -------------------------- | --- | ------- |
| 1990 | Campionatul European         | Split, Iugoslavia          | 16  | 18,87 m |
| 1991 | Campionatul Mondial în sală  | Sevilla, Spania            | 15  | 18,07 m |
| 1991 | Campionatul Mondial          | Tokyo, Japonia             | 14  | 18,55 m |
| 1992 | Jocurile Olimpice            | Barcelona, Spania          | 17  | 18,96 m |
| 1993 | Campionatul Mondial în sală  | Toronto, Canada            | 12  | 18,09 m |
| 1993 | Campionatul Mondial          | Stuttgart, Germania        | 19  | 18,95 m |
| 1994 | Campionatul European în sală | Paris, Franța              | 15  | 18,47 m |
| 1998 | Campionatul European în sală | Valencia, Spania           | 17  | 18,22 m |
| 1998 | Campionatul European         | Budapesta, Ungaria         | 10  | 18,87 m |
| 1999 | Campionatul Mondial          | Sevilla, Spania            | 18  | 19,46 m |
| 2000 | Campionatul European în sală | Gent, Belgia               | 4   | 20,21 m |
| 2000 | Jocurile Olimpice            | Sydney, Australia          | 30  | 18,56 m |
| 2001 | Campionatul Mondial în sală  | Lisabona, Portugalia       | 9   | 19,68 m |
| 2001 | Campionatul Mondial          | Edmonton, Canada           | 14  | 19,74 m |
| 2002 | Campionatul European în sală | Viena, Austria             | 11  | 19,49 m |
| 2002 | Campionatul European         | München, Germania          | 7   | 20,05 m |
| 2003 | Campionatul Mondial în sală  | Birmingham, Marea Britanie | –   | FR      |
| 2003 | Campionatul Mondial          | Paris, Franța              | 13  | 19,83 m |
| 2004 | Campionatul Mondial în sală  | Budapesta, Ungaria         | –   | FR      |
| 2004 | Jocurile Olimpice            | Atena, Grecia              | 14  | 19,68 m |
| 2005 | Campionatul European în sală | Madrid, Spania             | 5   | 20,25 m |
| 2005 | Campionatul Mondial          | Helsinki, Finlanda         | 11  | 19,83 m |
| 2006 | Campionatul Mondial în sală  | Moscova, Rusia             | 4   | 20,60 m |
| 2006 | Campionatul European         | Göteborg, Suedia           | 17  | 19,00 m |

## Recorduri personale
| Probă                       | Performanță | Dată              | Locație       |
| --------------------------- | ----------- | ----------------- | ------------- |
| aruncarea greutății         | 20,84 m     | 7 august 1999     | Poiana Brașov |
| aruncarea greutății în sală | 21,04 m RN  | 18 februarie 2006 | București     |